# .ee
.ee es el dominio de nivel superior geográfico (ccTLD) para Estonia.

## Dominios de segundo nivel
- .com.ee: Entidades comerciales.
- .pri.ee: Nombres personales.
- .org.ee: Organizaciones no comerciales.
- .med.ee: Instituciones médicas o de atención sanitaria. (restringido).
- .edu.ee: Instituciones educativas (restringido).